# Iosif cel Nou de la Partoș
Iosif cel Nou de la Partoș (n. circa 1568, Raguza Dalmației – d. 1656, Mănăstirea Partoș) este un sfânt român din calendarul creștin-ortodox, sărbătorit pe data de 15 septembrie. A fost mitropolit al Banatului.

## Biografie
Se știu prea puține despre el. Născut Iacob și rămas orfan de mic, mama sa îl trimite să învețe carte la Ohrida, pe când avea 12 ani. La 15 ani intră la Mănăstire Adormirii Maicii Domnului, iar după cinci ani pleacă la muntele Athos, la Mănăstirea Pantocrator, unde este călugărit cu numele de Iosif. După o vreme s-a retras în sihăstrie, unde se spune că, datorită virtuților sale creștinești, primise de la Dumnezeu darul săvârșirii de minuni prin vindecarea bolilor.

### Hirotonire
Ajungând cunoscut, iubit și respectat, Iosif a fost hirotonit la muntele Athos și rânduit drept duhovnic al călugărilor de acolo. A trecut pe rând pe la mănăstirile Xiropotam, Vatoped, Hilandar și alte schituri și mănăstiri fiind, apoi, numit  egumen la Mănăstirea Sfântul Ștefan din Adrianopole. Acolo a slujit șase ani, iar mai apoi a fost egumen la Mănăstirea Cutlumuș de la muntele Athos.

### Mitropolit în Banat
La vârsta senectuții s-a retras lângă Mănăstirea Vatopedu, însă a fost chemat de românii din Banat să le fie mitropolit. În 1650, de sărbătoarea Sfântului a fost hirotonit mitropolit al Banatului. A păstorit credincioșii din Banat timp de 3 ani.
În această calitate a săvârșit alte minuni, printre care stingerea unui incendiu ce cuprinsese o parte a Timișoarei. „Ieșind din biserică cu Sfintele Taine în mâinile sale și rugându-se cu lacrimi, îndată a trimis Dumnezeu o ploaie puternică și s-a stins focul” Sfinți Romani.
Pentru faptele enumerate mai sus, a fost desemnat Patronul spiritual al Pompierilor din România.

### Retragerea la Mănăstirea Partoș
În 1653, Iosif s-a retras la Mănăstirea Partoș, unde a mai trăit încă trei ani, după cum glăsuiește despre aceasta o însemnare, făcută de mână în anul 1655, pe o carte care a aparținut mănăstirii Sângiorge: „Această carte este a Domnului Mitropolit Iosif al Timișoarei la anul 1655... care de bună voie a părăsit eparhia retrăgându-se în mănăstirea Partoș, unde a trăit câțiva ani și apoi s-a mutat la viața veșnică unde sfinții se odihnesc”.
La sfârșitul verii lui 1656 s-a isprăvit la vârsta de 87 de ani. Tradiția spune că în momentul adormirii sale clopotele mănăstirii au început să bată fără să le tragă cineva. Trupul mitropolitului a fost așezat într-un mormânt zidit în naosul bisericii mănăstirești, în dreptul ușii de intrare.

### Canonizare
La data de 28 februarie 1950 Sfântul Sinod al Bisericii Ortodoxe Române a hotărât trecerea în ceata sfinților a mitropolitului Iosif, stabilindu-se ca dată de cinstire a sfântului 15 septembrie a fiecărui an.
Biserica Ortodoxă Română l-a canonizat pe Sfântul Ierarh Iosif cel Nou de la Partoș pe data de 7 octombrie 1956 când moaștele sale au fost aduse din mănăstirea Partoș și așezarea în catedrala mitropolitană din Timișoara. El este considerat acum protectorul Timișoarei.